# Querverlag
Querverlag est une maison d'édition berlinoise principalement consacrée à la littérature gay et lesbienne.

## Histoire
Querverlag est fondée en 1995 par Ilona Bubeck et Jim Baker. La maison d'édition publie des romans et des livres de non-fiction, parmi lesquels des guides, des ouvrages de référence et de la littérature scientifique en langue allemande tel que Queer Theory – Eine Einführung d'Annamarie Jagose, Einsam war ich nie – Schwule unter dem Hakenkreuz 1933–1945 de Lutz van Dijk ou Grenzen lesbischer Identitäten édité par Sabine Hark.
La maison d'édition se concentre sur la découverte et la promotion des auteurs et autrices lesbiennes et gays germanophones. Parmi les plus connus figurent Stephan Niederwieser (de), Peter Ralf Hofmann (de), Karen-Susan Fessel, Antje Wagner (de), Karin Rick (de), Ariane Rüdiger (de), Axel Schock (de), Jan Stressenreuter (de), René Oltmanns (de), Regina Nössler (de), Vojin Saša Vukadinović (de), Patsy l'Amour laLove (de), Matthias Frings (de), Elmar Kraushaar (de) et Malou Berlin (de) .

## Controverse
La maison d'édition a acquis une notoriété particulière à partir de 2006 en débutant sa série d'écrits politiques appelée « Kreischreihe » (litt. Série de hurlements), qui abordent des sujets controversés de politique queer et de militantisme. Parmi ceux-ci, le livre Beißreflexe publié par Patsy l'Amour laLove (de) déclenche à sa sortie en 2017 de vives polémiques, car il est jugé islamophobe et homonationaliste par un grande partie de la gauche.